# Rally del Portogallo 2013
Il Rally del Portogallo, che si è corso dall'11 al 14 aprile, è stato il quarto della stagione 2013 e ha registrato la vittoria di Sébastien Ogier alla guida della Volkswagen Polo R WRC.

## Elenco Iscritti
| Principali iscritti | Principali iscritti            | Principali iscritti | Principali iscritti  | Principali iscritti    | Principali iscritti           | Principali iscritti |
| N°                  | Team                           | Classe              | Pilota               | Co-pilota              | Auto                          | Pneumatici          |
| ------------------- | ------------------------------ | ------------------- | -------------------- | ---------------------- | ----------------------------- | ------------------- |
| 2                   | Citroën Total Abu Dhabi WRT    | WRC                 | Mikko Hirvonen       | Jarmo Lehtinen         | Citroën DS3 WRC               | M                   |
| 3                   | Citroën Total Abu Dhabi WRT    | WRC                 | Dani Sordo           | Carlos del Barrio      | Citroën DS3 WRC               | M                   |
| 4                   | Qatar M-Sport WRT              | WRC                 | Mads Østberg         | Jonas Andersson        | Ford Fiesta RS WRC            | M                   |
| 5                   | Qatar M-Sport WRT              | WRC                 | Evgeny Novikov       | Ilka Minor             | Ford Fiesta RS WRC            | M                   |
| 6                   | Qatar World Rally Team         | WRC                 | Nasser Al-Attiyah    | Giovanni Bernacchini   | Ford Fiesta RS WRC            | M                   |
| 7                   | Volkswagen Motorsport          | WRC                 | Jari-Matti Latvala   | Miikka Anttila         | Volkswagen Polo R WRC         | M                   |
| 8                   | Volkswagen Motorsport          | WRC                 | Sébastien Ogier      | Julien Ingrassia       | Volkswagen Polo R WRC         | M                   |
| 9                   | Volkswagen Motorsport II       | WRC                 | Andreas Mikkelsen    | Mikko Markkula         | Volkswagen Polo R WRC         | M                   |
| 10                  | Abu Dhabi Citroën Total WRT    | WRC                 | Khalid Al Qassimi    | Scott Martin           | Citroën DS3 WRC               | M                   |
| 11                  | Qatar World Rally Team         | WRC                 | Thierry Neuville     | Nicolas Gilsoul        | Ford Fiesta RS WRC            | M                   |
| 12                  | Lotos Team WRC                 | WRC                 | Michał Kościuszko    | Maciej Szczepaniak     | Mini John Cooper Works WRC    | D                   |
| 15                  | Qatar World Rally Team         | WRC                 | Dennis Kuipers       | Robin Buysmans         | Ford Fiesta RS WRC            | M                   |
| 21                  | Jipocar Czech National Team    | WRC                 | Martin Prokop        | Michal Ernst           | Ford Fiesta RS WRC            | D                   |
| 31                  | Škoda Motorsport               | WRC-2               | Esapekka Lappi       | Janne Ferm             | Škoda Fabia S2000             | M                   |
| 32                  | Škoda Auto Deutschland         | WRC-2               | Sepp Wiegand         | Frank Christian        | Škoda Fabia S2000             | M                   |
| 36                  | Skydive Dubai Rally Team       | WRC-2               | Rashid al Ketbi      | Karina Hepperle        | Škoda Fabia S2000             | D                   |
| 37                  | Lorenzo Bertelli               | WRC-2               | Lorenzo Bertelli     | Lorenzo Granai         | Subaru Impreza WRX STi        | M                   |
| 40                  | Arman Smailov                  | WRC-2               | Arman Smailov        | Andrei Rusov           | Subaru Impreza WRX STi        | M                   |
| 41                  | Nicolàs Fuchs                  | WRC-2               | Nicolàs Fuchs        | Fernando Mussano       | Mitsubishi Lancer Evolution X | D                   |
| 45                  | Alexander Villanueva           | WRC-2               | Alexander Villanueva | Oscar Sanchez          | Mitsubishi Lancer Evo X       | M                   |
| 46                  | Marco Vallario                 | WRC-2               | Marco Vallario       | Antonio Pascale        | Mitsubishi Lancer Evo X       | D                   |
| 48                  | Seashore Qatar Rally Team      | WRC-2               | Abdulaziz Al-Kuwari  | Killian Duffy          | Ford Fiesta RRC               | M                   |
| 49                  | Mentos Ascania Racing          | WRC-2               | Oleksiy Kikireshko   | Sergei Larens          | Mini John Cooper Works S2000  | P                   |
| 50                  | Mentos Ascania Racing          | WRC-2               | Valeriy Gorban       | Volodymir Korsia       | Mini John Cooper Works S2000  | P                   |
| 51                  | Sébastien Chardonnet           | WRC-3               | Sébastien Chardonnet | Thibault de la Haye    | Citroën DS3 R3                | M                   |
| 52                  | Quentin Gilbert                | WRC-3               | Quentin Gilbert      | Isabelle Galmiche      | Citroën DS3 R3                | P                   |
| 53                  | Saintéloc Racing               | WRC-3               | Alastair Fisher      | Gordon Noble           | Citroën DS3 R3                | P                   |
| 56                  | Francesco Parli                | WRC-3               | Francesco Parli      | Tania Canton           | Citroën DS3 R3                | P                   |
| 57                  | Federico Della Casa            | WRC-3               | Federico Della Casa  | Marco Menchini         | Citroën DS3 R3                | P                   |
| 58                  | ADAC Team Weser-Ems            | WRC-3               | Christian Riedemann  | Lara Vanneste          | Citroën DS3 R3                | P                   |
| 59                  | Bryan Bouffier                 | WRC-3               | Bryan Bouffier       | Xavier Panseri         | Citroën DS3 R3                | P                   |
| 60                  | Charles Hurst Citroën Belfast  | WRC-3               | Keith Cronin         | Marshall Clarke        | Citroën DS3 R3                | P                   |
| 61                  | Saintéloc Racing               | WRC-3               | Simone Campedelli    | Matteo Chiarcossi      | Citroën DS3 R3                | P                   |
| 71                  | Motortune Racing               | WRC-2               | Ala'a Rasheed        | Joseph Matar           | Ford Fiesta RRC               | M                   |
| 72                  | Juan Carlos Alonso             | WRC-2               | Juan Carlos Alonso   | Juan Pablo Monasterolo | Mitsubishi Lancer Evo X       | D                   |
| 73                  | Nikita Kondrakhin              | WRC-2               | Nikita Kondrakhin    | Danilo Fappani         | Škoda Fabia S2000             | M                   |
| 74                  | Robert Kubica                  | WRC-2               | Robert Kubica        | Maciek Baran           | Citroën DS3 RRC               | M                   |
| 75                  | Qatar M-Sport World Rally Team | WRC-2               | Elfyn Evans          | Daniel Barritt         | Ford Fiesta RRC               | M                   |
| 76                  | Bosowa Rally Team              | WRC-2               | Subhan Aksa          | Nicola Arena           | Ford Fiesta RRC               | M                   |
| 77                  | Top Run SRL                    | WRC-2               | Marcos Ligato        | Rubén García           | Subaru Impreza WRX STi        | M                   |
| 78                  | E2 Tre Colli World Rally Team  | WRC-2               | Edoardo Bresolin     | Rudy Pollet            | Ford Fiesta RRC               | M                   |
| 79                  | Robert Barrable                | WRC-2               | Robert Barrable      | Stuart Loudon          | Ford Fiesta S2000             | D                   |
| 100                 | Sander Pärn                    | J-WRC               | Sander Pärn          | Ken Järveoja           | Ford Fiesta R2                | H                   |
| 102                 | Pontus Tidemand                | J-WRC               | Pontus Tidemand      | Ola Fløene             | Ford Fiesta R2                | H                   |
| 103                 | Styllex Motorsport             | J-WRC               | Martin Koči          | Petr Starý             | Ford Fiesta R2                | H                   |
| 104                 | Andreas Amberg                 | J-WRC               | Andreas Amberg       | Mikko Lukka            | Ford Fiesta R2                | H                   |
| 105                 | ACSM Rallye Team               | J-WRC               | José Antonio Suárez  | Cándido Carrera        | Ford Fiesta R2                | H                   |
| 106                 | Castrol Ford Team Türkiye      | J-WRC               | Murat Bostancı       | Onur Vatansever        | Ford Fiesta R2                | H                   |
| 107                 | Michaël Burri                  | J-WRC               | Michaël Burri        | Gabin Moreau           | Ford Fiesta R2                | H                   |
| 108                 | Niko-Pekka Nieminen            | J-WRC               | Niko-Pekka Nieminen  | Mikael Korhonen        | Ford Fiesta R2                | H                   |
| 109                 | Marius Aasen                   | J-WRC               | Marius Aasen         | Marlene Engan          | Ford Fiesta R2                | H                   |
| 110                 | Yeray Lemes                    | J-WRC               | Yeray Lemes          | Rogelio Peñate         | Ford Fiesta R2                | H                   |

| Icona | Classe                                                                 |
| ----- | ---------------------------------------------------------------------- |
| WRC   | Equipaggio che può conquistare punti per il campionato costruttori WRC |
| WRC   | Equipaggio che non può conquistare punti per il campionato costruttori |
| WRC-2 | Equipaggio registrato al campionato WRC-2                              |
| WRC-3 | Equipaggio registrato al campionato WRC-3                              |

## Risultati

### Classifica
| Pos.                | Pilota               | Co-pilota              | Auto                          | Tempo               | Distacco            | Punti               |
| Classifica Generale | Classifica Generale  | Classifica Generale    | Classifica Generale           | Classifica Generale | Classifica Generale | Classifica Generale |
| ------------------- | -------------------- | ---------------------- | ----------------------------- | ------------------- | ------------------- | ------------------- |
| 1.                  | Sébastien Ogier      | Julien Ingrassia       | Volkswagen Polo R WRC         | 4:07:38.7           | 0.0                 | 28                  |
| 2.                  | Mikko Hirvonen       | Jarmo Lehtinen         | Citroën DS3 WRC               | 4:08:36.9           | 58.2                | 18                  |
| 3.                  | Jari-Matti Latvala   | Miikka Anttila         | Volkswagen Polo R WRC         | 4:11:43.2           | 4:04.5              | 16                  |
| 4.                  | Evgeny Novikov       | Ilka Minor             | Ford Fiesta RS WRC            | 4:13:06.4           | 5:27.7              | 12                  |
| 5.                  | Nasser Al-Attiyah    | Giovanni Bernacchini   | Ford Fiesta RS WRC            | 4:15:22.2           | 7:43.5              | 10                  |
| 6.                  | Andreas Mikkelsen    | Mikko Markkula         | Volkswagen Polo R WRC         | 4:17:18.5           | 9:39.8              | 8                   |
| 7.                  | Martin Prokop        | Michal Ernst           | Ford Fiesta RS WRC            | 4:22:42.9           | 15:04.2             | 6                   |
| 8.                  | Mads Østberg         | Jonas Andersson        | Ford Fiesta RS WRC            | 4:23:22.3           | 15:43.6             | 6                   |
| 9.                  | Khalid Al Qassimi    | Scott Martin           | Citroën DS3 WRC               | 4:23:35.6           | 15:56.9             | 2                   |
| 10. (1. WRC-2)      | Esapekka Lappi       | Janne Ferm             | Škoda Fabia S2000             | 4:23:59.7           | 16:21.0             | 1                   |
| WRC-2               |                      |                        |                               |                     |                     |                     |
| 1. (10.)            | Esapekka Lappi       | Janne Ferm             | Škoda Fabia S2000             | 4:23:59.7           | 0:00.0              | 25                  |
| 2. (11.)            | Robert Barrable      | Stuart Loudon          | Ford Fiesta S2000             | 4:35:36.2           | 11:36.5             | 18                  |
| 3. (14.)            | Sepp Wiegand         | Frank Christian        | Škoda Fabia S2000             | 4:39:02.8           | 15:03.1             | 15                  |
| 4. (15.)            | Nicolàs Fuchs        | Fernando Mussano       | Mitsubishi Lancer Evolution X | 4:43:25.5           | 19:25.8             | 12                  |
| 5. (16.)            | Abdulaziz Al-Kuwari  | Killian Duffy          | Ford Fiesta RRC               | 4:45:33.1           | 21:33.4             | 10                  |
| 6. (19.)            | Robert Kubica        | Maciek Baran           | Citroën DS3 RRC               | 4:47:10.9           | 23:11.2             | 8                   |
| 7. (22.)            | Edoardo Bresolin     | Rudy Pollet            | Ford Fiesta RRC               | 4:50:36.1           | 26:36.4             | 6                   |
| 8. (23.)            | Elfyn Evans          | Daniel Barritt         | Ford Fiesta RRC               | 4:53:11.1           | 29:11.4             | 4                   |
| 9. (24.)            | Juan Carlos Alonso   | Juan Pablo Monasterolo | Mitsubishi Lancer Evo X       | 4:55:24.3           | 31:24.6             | 2                   |
| 10. (25.)           | Arman Smailov        | Andrei Rusov           | Subaru Impreza WRX STi        | 4:58:52.5           | 34:52.8             | 1                   |
| WRC-3               |                      |                        |                               |                     |                     |                     |
| 1. (13.)            | Bryan Bouffier       | Xavier Panseri         | Citroën DS3 R3                | 4:38:52.5           | 0:00.0              | 25                  |
| 2. (20.)            | Sébastien Chardonnet | Thibault de la Haye    | Citroën DS3 R3                | 4:48:59.1           | 10:06.6             | 18                  |
| 3. (26.)            | Quentin Gilbert      | Isabelle Galmiche      | Citroën DS3 R3                | 5:04:43.8           | 25:51.3             | 15                  |
| 4. (28.)            | Alastair Fisher      | Gordon Noble           | Citroën DS3 R3                | 5:04:43.8           | 25:51.3             | 12                  |
| 5. (31.)            | Keith Cronin         | Marshall Clarke        | Citroën DS3 R3                | 5:04:43.8           | 25:51.3             | 10                  |
| 6. (32.)            | Simone Campedelli    | Matteo Chiarcossi      | Citroën DS3 R3                | 5:04:43.8           | 25:51.3             | 8                   |
| Junior WRC          |                      |                        |                               |                     |                     |                     |
| 1.                  | Pontus Tidemand      | Ola Fløene             | Ford Fiesta R2                | 3:01:23.6           | 0.0                 | 30                  |
| 2.                  | José Antonio Suárez  | Cándido Carrera        | Ford Fiesta R2                | 3:03:50.5           | 2:26.9              | 20                  |
| 3.                  | Yeray Lemes          | Rogelio Peñate         | Ford Fiesta R2                | 3:04:34.3           | 3:10.7              | 17                  |
| 4.                  | Andreas Amberg       | Mikko Lukka            | Ford Fiesta R2                | 3:06:51.5           | 5:27.9              | 12                  |
| 5.                  | Martin Koči          | Petr Starý             | Ford Fiesta R2                | 3:07:21.5           | 5:57.9              | 10                  |
| 6.                  | Marius Aasen         | Marlene Engan          | Ford Fiesta R2                | 3:11:10.1           | 9:46.5              | 9                   |
| 7.                  | Niko-Pekka Nieminen  | Mikael Korhonen        | Ford Fiesta R2                | 3:12:46.6           | 11:23.0             | 6                   |
| 8.                  | Sander Pärn          | Ken Järveoja           | Ford Fiesta R2                | 3:34:32.1           | 33:08.5             | 4                   |

### Prove Speciali
| Giorno              | Prova Speciale | Nome                      | Lunghezza | Vincitore          | Tempo   | Rally leader    |
| ------------------- | -------------- | ------------------------- | --------- | ------------------ | ------- | --------------- |
| Frazione 1 (12 Abr) | SS1            | Mu 1                      | 20.32 km  | Sébastien Ogier    | 12:36.4 | Sébastien Ogier |
| Frazione 1 (12 Abr) | SS2            | Ourique 1                 | 18.32 km  | Mads Østberg       | 10:42.7 | Mads Østberg    |
| Frazione 1 (12 Abr) | SS3            | Mu 2                      | 20.32 km  | Dani Sordo         | 12:31.4 | Sébastien Ogier |
| Frazione 1 (12 Abr) | SS4            | Ourique 2                 | 18.32 km  | Dani Sordo         | 10:36.1 | Sébastien Ogier |
| Frazione 1 (12 Abr) | SS5            | SSS Lisboa                | 3,27 km   | Mikko Hirvonen     | 2:53.6  | Sébastien Ogier |
| Frazione 2 (13 Abr) | SS6            | Santana da Serra 1        | 31.12 km  | Jari-Matti Latvala | 22:13.2 | Sébastien Ogier |
| Frazione 2 (13 Abr) | SS7            | Vascão 1                  | 25.37 km  | Jari-Matti Latvala | 16:14.9 | Sébastien Ogier |
| Frazione 2 (13 Abr) | SS8            | Loulé 1                   | 22.78 km  | Sébastien Ogier    | 15:23.4 | Sébastien Ogier |
| Frazione 2 (13 Abr) | SS9            | Santana da Serra 2        | 31.12 km  | Sébastien Ogier    | 22:02.7 | Sébastien Ogier |
| Frazione 2 (13 Abr) | SS10           | Vascão 2                  | 25.37 km  | Sébastien Ogier    | 16:08.2 | Sébastien Ogier |
| Frazione 2 (13 Abr) | SS11           | Loulé 2                   | 22.78 km  | Sébastien Ogier    | 15:18.4 | Sébastien Ogier |
| Frazione 3 (14 Abr) | SS12           | Silves 1                  | 21.52 km  | Mads Østberg       | 12:05.0 | Sébastien Ogier |
| Frazione 3 (14 Abr) | SS13           | Almodôvar 1               | 52.30 km  | Mads Østberg       | 33:05.2 | Sébastien Ogier |
| Frazione 3 (14 Abr) | SS14           | Silves 2                  | 21.52 km  | Mads Østberg       | 11:56.1 | Sébastien Ogier |
| Frazione 3 (14 Abr) | SS15           | Almodôvar 2 (Power Stage) | 52.30 km  | Sébastien Ogier    | 32:39.7 | Sébastien Ogier |

### Power Stage
La "Power stage" ha avuto una lunghezza di 52,3 km.
| Pos | Pilota             | Tempo   | Diff. | Punti |
| --- | ------------------ | ------- | ----- | ----- |
| 1   | Sébastien Ogier    | 32:39.7 | 0.000 | 3     |
| 2   | Mads Østberg       | 32:43.0 | +3.3  | 2     |
| 3   | Jari-Matti Latvala | 32:44.5 | +4.9  | 1     |

### Elenco Ritiri
| Prova Speciale | N° | Pilota       | Co-pilota       | Team              | Auto               | Classe | Causa     |
| -------------- | -- | ------------ | --------------- | ----------------- | ------------------ | ------ | --------- |
| SS3            | 4  | Mads Østberg | Jonas Andersson | Qatar M-Sport WRT | Ford Fiesta RS WRC | WRC    | Incidente |